# 苏氏核螺
苏氏核螺（学名：Axelella suduirauti），是新腹足目核螺科Axelella属的一种。主要分布于台湾，常栖息在100米泥沙海底。